# Maybe Baby (Film)
Maybe Baby ist eine britische Filmkomödie von Ben Elton aus dem Jahr 2000. Das Drehbuch schrieb Ben Elton anhand des eigenen Romans „Inconceivable“.

## Handlung
Die Eheleute Lucy und Sam Bell möchten ein Kind bekommen. Zahlreiche Versuche scheitern, die Ärzte können dem Paar nicht helfen, auch die magischen Rituale der befreundeten Druscilla erweisen sich als wirkungslos.
Sam ist mit seiner Arbeit als Redakteur bei der BBC zunehmend unzufrieden. Die befreundete Druscilla bringt ihn auf die Idee, eine Komödie über ein kinderloses Paar zu schreiben. Den endgültigen Impuls liefert sein Chef, als Sam ein – seiner Meinung nach – schwachsinniges Drehbuch ablehnt. Der Chef beschimpft ihn und fragt ihn spöttisch nach den eigenen Drehbüchern.
Lucy gefällt die Idee des Drehbuchs nicht. Sie verbietet ihrem Mann, sie zu verwirklichen. Sam schreibt trotzdem das Drehbuch, wobei er Sätze und Formulierungen verwendet, die er im heimlich mitgelesenen Tagebuch seiner Frau findet.
Als Lucy das Krankenhaus besucht, in dem die Dreharbeiten stattfinden, erkennt sie einige Formulierungen wieder. Sie verlässt ihren Mann und geht eine Affäre mit dem Hauptdarsteller im gedrehten Film ein. Der Film wird erfolgreich.
Am Ende sind Lucy und Sam wieder zusammen. Sam versucht mit Ausdauer, seine Frau zu schwängern.

## Kritiken
Das Lexikon des internationalen Films schrieb, die Gags seien „recht derb“, die Ausdrucksmittel seien nicht überzeugend. Der Film thematisiere die Frage der menschlichen „Irrwege“. Die Darstellungen seien „solide“.
Jan Stuart schrieb in Newsday, die Komödie sei derart „aalglatt“, dass man das „Spiegelbild einhundert besserer Filme“ sehen könne.

## Auszeichnungen
Ben Elton wurde im Jahr 2001 für einen Preis des Emden International Film Festivals nominiert.

## Hintergrund
Der Film wurde in London gedreht. Er spielte in den britischen Kinos ca. 3,38 Millionen Pfund Sterling ein.